# Алабандин

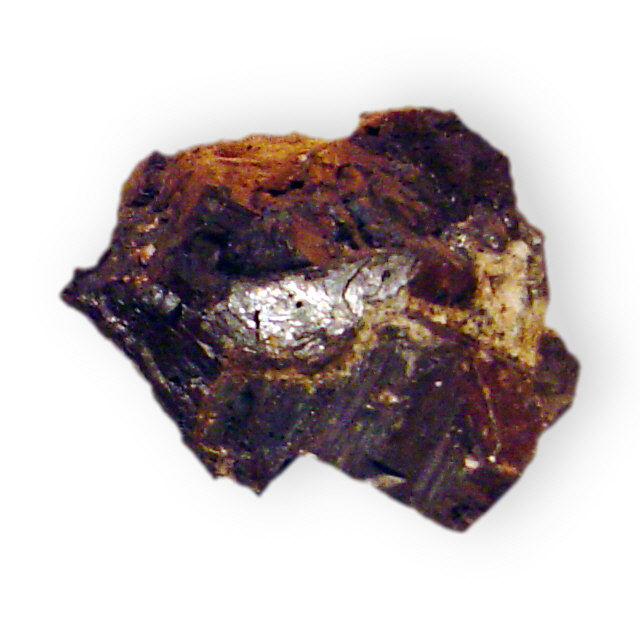
Алабандин, Мексика

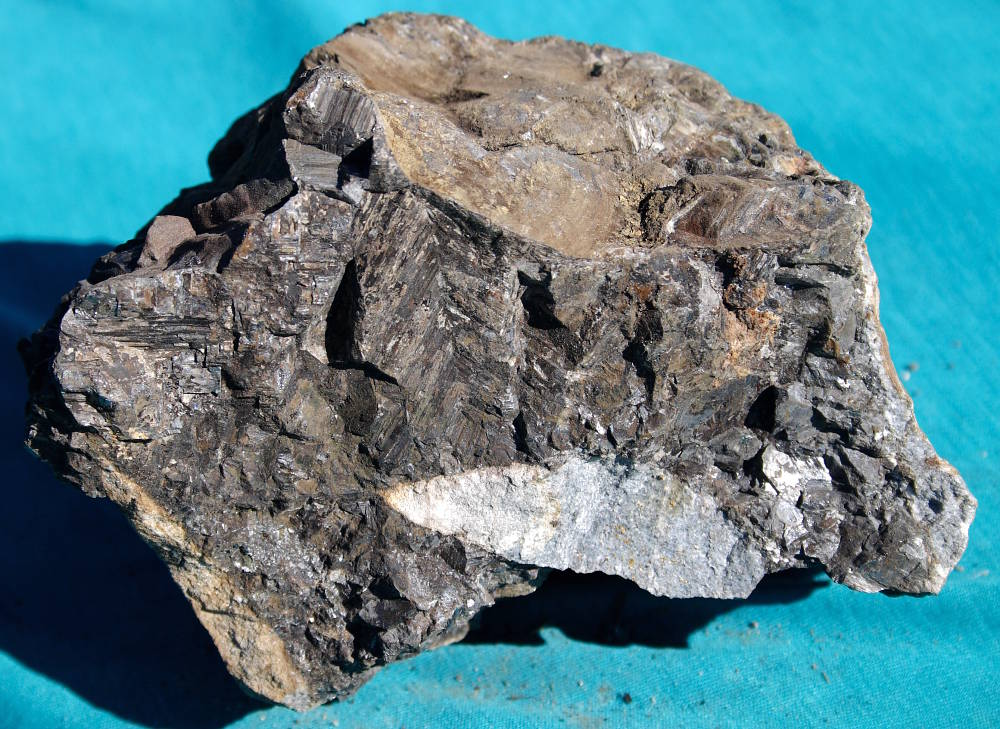
Алабандин

Алабандит, алабандин — мінерал, сульфід марганцю.

## Загальний опис
Склад: 4[MnS]. Містить (%): Mn — 63,14; S — 36,86. Сингонія кубічна. Кристали кубічні, октаедричні. Спайність досконала. Утворює зернисті і масивні агрегати. Густина 3,95—4,04. Твердість 3,5—4. Колір залізисто-чорний з коричнюватою грою кольорів. Риска зелена. Блиск напівметалічний. Напівпрозорий. Злам нерівний. Слабкомагнітний. Крихкий. Виявлений в епітермальних жильних родовищах. Асоціює зі сфалеритом, галенітом, піритом, кварцом, кальцитом, родохрозитом і родонітом. Марганцева руда. Розповсюдження: Туреччина, Угорщина, Румунія, Перу, Мексика, США.

## Різновиди
Розрізняють: 
- алабандин залізистий (твердий розчин (Fe, Mn)S; виявлений у шліфах піротину із фоноліту Фоберґа у ФРН);
- β-алабандин (гексагональна поліморфна модифікація сульфіду марганцю — MnS).